# Гидроксид марганца(II)
Гидроксид марганца(II) — неорганическое соединение, гидроксид металла марганца с формулой Mn(OH)2,
телесные кристаллы,
не растворимые в воде.

## Описание
Гидроксид марганца(II) — студнеобразный светло-розовый осадок. Нерастворим в воде. Проявляет средне основные свойства. Окисляется на воздухе.
Гидроксид марганца(II) образует белые кристаллы
триклинной сингонии,
пространственная группа P 3m1,
параметры ячейки a = 0,334 нм, c = 0,468 нм, Z = 1.

## Химические свойства
- Гидроксид марганца (II) легко окисляется на воздухе до бурого оксогидроксида марганца, который далее окисляется до оксида марганца (IV):

{\displaystyle {\mathsf {4Mn(OH)_{2}+\ O_{2}\longrightarrow \ 4MnO(OH)+\ 2H_{2}O}}}
{\displaystyle {\mathsf {4MnO(OH)+\ O_{2}\longrightarrow \ 4MnO_{2}+\ 2H_{2}O}}}
- Гидроксид марганца (II) обладает основными свойствами. Он реагирует с кислотами и кислотными оксидами:

{\displaystyle {\mathsf {Mn(OH)_{2}+\ 2HCl\longrightarrow \ MnCl_{2}+\ 2H_{2}O}}}
{\displaystyle {\mathsf {Mn(OH)_{2}+\ SO_{3}\longrightarrow \ MnSO_{4}+\ H_{2}O}}}
- Гидроксид марганца (II) обладает восстановительными свойствами. В присутствии сильных окислителей он может окисляться до перманганата:

{\displaystyle {\mathsf {2Mn(OH)_{2}+\ 5KBrO+\ 2KOH\longrightarrow \ 2KMnO_{4}+\ 5KBr+\ 3H_{2}O}}}
• Разлагается при нагревании в инертной атмосфере:
{\displaystyle {\ce {Mn(OH)2 ->[Ne,t^oC]MnO + H2O ^}}}

## Получение
- Образуется гидроксид марганца (II) при взаимодействии его солей со щелочами:

{\displaystyle {\mathsf {MnSO_{4}+\ 2KOH\longrightarrow \ Mn(OH)_{2}+\ K_{2}SO_{4}}}}